# João III của Bồ Đào Nha
Vua João III của Bồ Đào Nha (tiếng Bồ Đào Nha: João III de Portugal; tiếng Tây Ban Nha: Juan III de Portugal; tiếng Anh: John III of Portugal; 7 tháng 6, 1502- 11 tháng 6, 1557), biệt danh Nhà thực dân (Tiếng Bồ Đào Nha:"o Colonizador''). Là vua xứ Bồ Đào Nha từ cuối năm 1521 đến giữa năm 1557. Dưới thời trị vì của ông, Bồ Đào Nha tiếp tục quá trình thuộc địa hóa các lãnh thổ của đế quốc ở châu Á, châu Phi (hạ Sahara trở xuống) và Tân thế giới. Lúc ông mất vào năm 1557, Đế quốc Bồ Đào Nha có lãnh thổ trải dài trên 1,5 triệu dặm vuông (tức 4 triệu Km²).
Dưới thời trị vì của João III, Bồ Đào Nha trở thành nước Châu Âu đầu tiên liên lạc được với cả Nhà Minh của Trung Quốc lẫn Nhât Bản thời Muromachi. Các lãnh thổ Hồi giáo ở Châu Phi bị bỏ ngỏ, trong khi đó ông ưu tiên mở rộng lãnh thổ Brazil, tăng cường thông thương với châu Á và cải thiện mối quan hệ với vùng Baltic và khu vực Rhineland ở châu Âu với hy vọng tăng cường hơn nữa sự thông thương của Bồ Đào Nha ở quy mô toàn cầu.
Đế quốc Bồ Đào Nha đã đạt tới đỉnh cao quyền lực của mình trong thời gian ban đầu của vua João III. Tuy nhiên, càng về sau, đất nước bắt đầu suy tàn. Giá hàng hóa ở châu Á sụt giảm, chi phí khổng lồ cho việc duy trì các đội tàu và các thuộc địa ở nước ngoài, và các gánh nặng nợ trong hoàng cung do chi tiêu lãng phí đã góp phần vào sự suy yếu Đế quốc Bồ Đào Nha.

## Thời niên thiếu
João được sinh tại Lisbon, Bồ Đào Nha vào ngày 7 tháng 6, 1502 với tư cách là cháu nội vua João II, con trai cả của vua Manuel I và người vợ hai của mình là Maria xứ Aragon. Vị hoàng tử trẻ chính thức lên ngôi vào năm 1503, cùng với khoảng thời gian sinh ra người em gái Isabella của Bồ Đào Nha.
John III được thừa hưởng một nền giáo dục rất tốt khi còn trẻ. Phong trào Phục hưng Bồ Đào Nha đang trong thời kỳ đỉnh cao và John đã sớm được tiếp cận với nền tri thức tiên tiến này. Một trong số đó là Luís Teixeira Lobo, từng là Hiệu trưởng trường Đại học Siena (một trong những trường Đại học Luật, Dược và Luân lý học lâu đời nhất Italia) và cũng là Giáo sư khoa luật tại Ferrara (1502). Ngay từ nhỏ, John đã chứng tỏ thực lưc của mình để kế thừa vua cha trên con đường chính trị, và điều này phần nào bù đắp cho những khiếm khuyết của ông về mặt nghệ thuật (Elogio d'el rei D. João de Portugal, terceiro, do nome).
Người phụ nữ đầu tiên được chọn để trở thành vợ của vị vua là Leonor của Castilla. Tuy vậy, bà lại trở thành vợ của chính vua cha của ông, Manuel I. Điều này gây ra một cú sốc tâm lý cực lớn đối với John. Ông trở nên u sầu hơn và theo một số nhà sử học, điều này khiến John sau này thể hiện lòng nhiệt thành hơn nữa với Công giáo (về sau một trong những biệt hiệu của ông chính là Kẻ ngoan đạo (Tiếng Bồ Đào Nha: o Piedoso)).

### Thời kỳ cai trị ban đầu

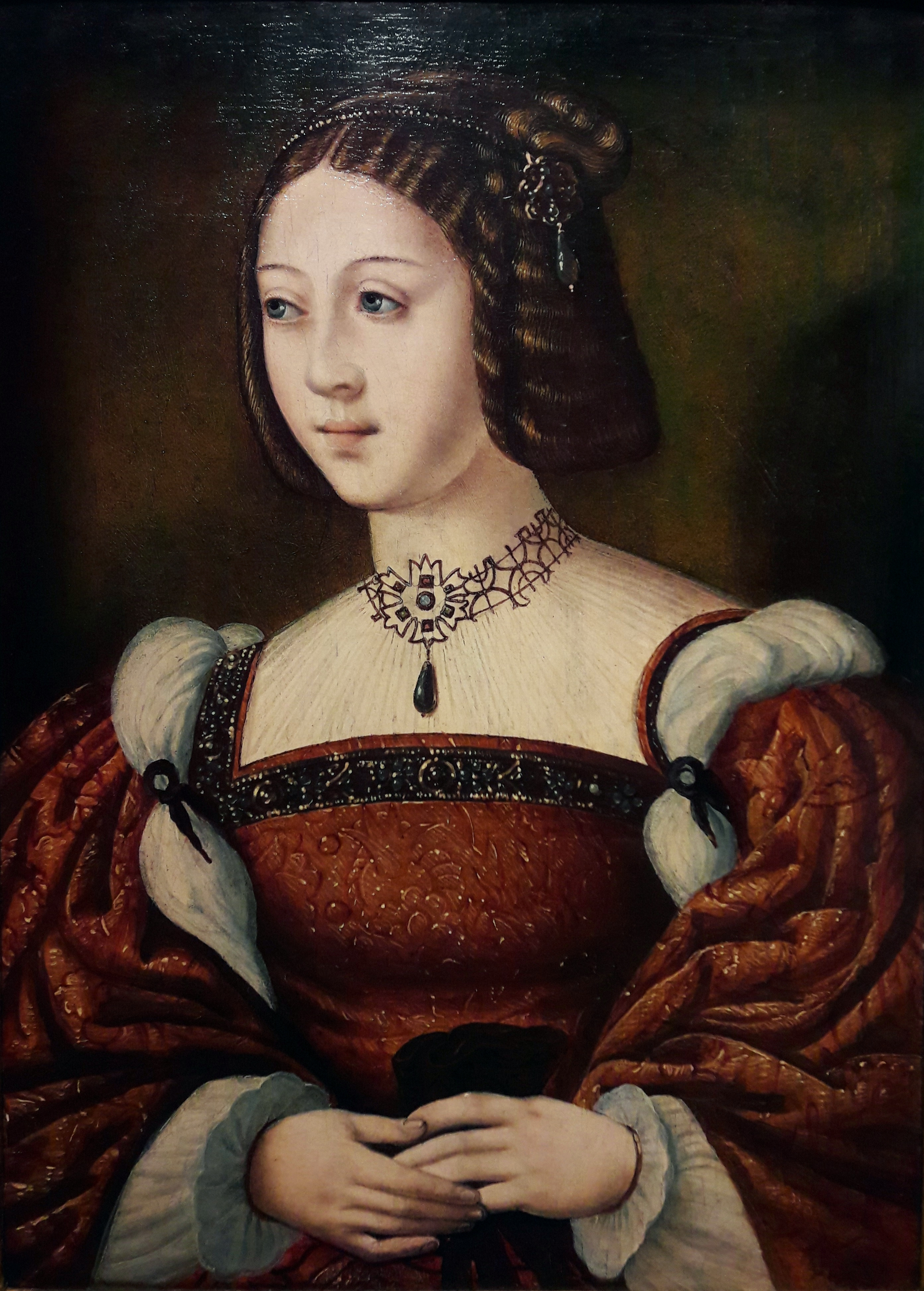
Chân dung Isabel của Bồ Đào Nha, chị của João trên nền tranh sơn dầu gỗ sồi, những năm 1520.

Vào ngày 19 tháng 11, 1521, John chính thức làm lễ đăng quang tại nhà thờ São Damigos tại Lisbon, Bồ Đào Nha, bắt đầu thời kỳ cai trị của ông tại một trong những đế quốc lớn nhất thế giới thời bấy giờ. John nhìn chung vẫn giữ nguyên chế độ cai trị chuyên chế mà vua cha để lại. Ông cố gắng thực hiện các cải cách hành chính và tư pháp trong thời gian đầu cại trị.
Các cuộc hôn nhân với Catherine của Castilla và của người chị Isabel của Bồ Đào Nha với Karl V của Thánh chế La Mã đã thắt chặt hơn các liên minh giữa Bồ Đào Nha với các nước lớn ở phần còn lại của lục địa Tây Âu. Tuy vậy, hôn nhân của John không thực sự hạnh phúc vì trong số 10 người con được sinh ra, chỉ có con trai Sebastião I có thể thực sự kế thừa ngôi vương do hầu hết các con của ông đều chết yểu.

## Các chính sách ngoại giao

### Vùng viễn Đông và Tân thế giới

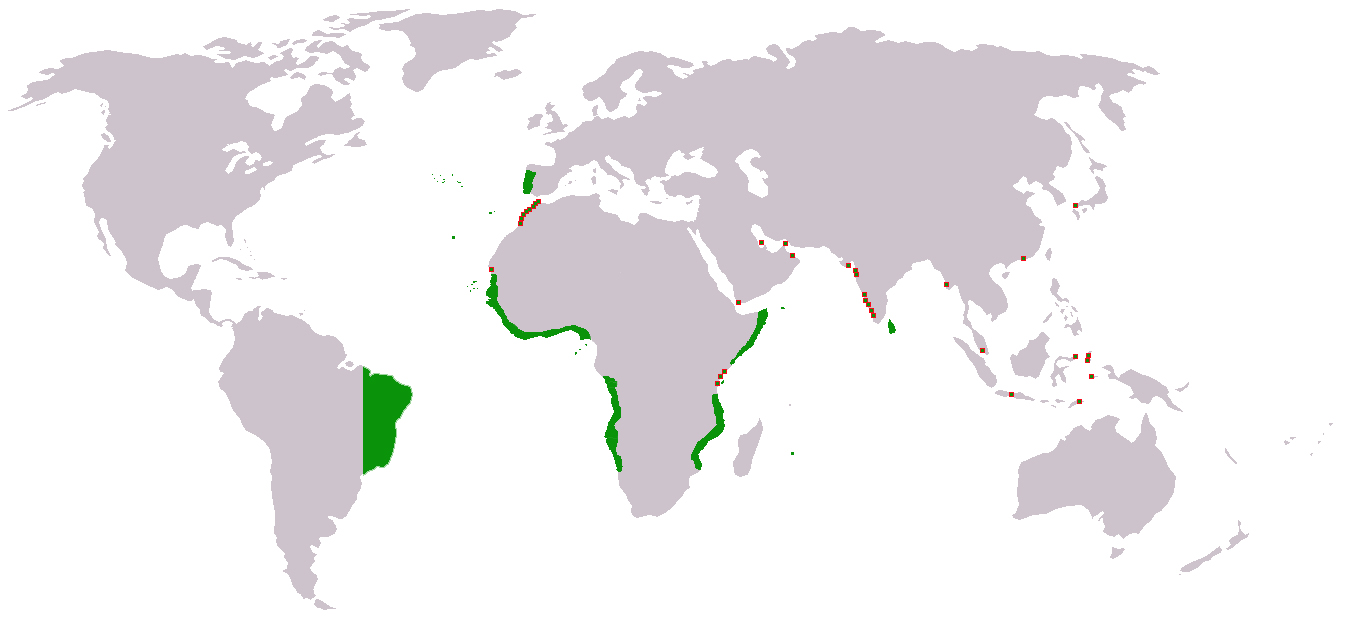
Lãnh thổ của Đế quốc Bồ Đào Nha vào thời kỳ cực thịnh dưới sự cai trị của John III của Bồ Đào Nha, với các phần lãnh thổ của đế quốc (màu xanh), và các điểm trao đổi thương mại (các chấm đỏ).

Đế quốc Bồ Đào Nha lúc này đã trải rộng ra khắp Á-Phi-Mỹ với sự khó kiểm soát và một số các ván đề khác tại các thuộc địa xa xôi như Lãnh thổ Bồ Đào Nha thuộc Ấn Độ và vùng Viễn Đông, kèm theo khoản nợ khổng lồ đè lên hoàng gia và sự thâm hụt thương mại lớn. Các nước lớn ở châu Âu, đặc biệt là Pháp, Tây Ban Nha, và Ottoman tăng cường mở rộng lãnh thổ của mình ra ngoài và cạnh tranh với Bồ Đào Nha. Nhận ra các mối de dọa này, John III thông báo toàn bộ nam giới trong độ tuổi từ 20 đến 65 buộc phải nhập ngũ vào ngày 7 tháng 8, 1549 để bảo vệ đế quốc.
Các thương nhân của Bồ Đào Nha cũng đã tiến tới được Trung Quốc và Nhật Bản, nhưng sự mở rộng ảnh hưởng của mình tại vùng Viễn Đông gặp phải sự canh tranh quyết liệt từ phía Thổ Osman dười thời Suleiman Đại đế, đặc biệt ở Ấn Độ khi các cuộc đột kích ở Ấn Độ ngày càng gia tăng mà một phần trong số chúng đến các toán cướp biển Thổ Nhĩ Kỳ. Tuy vậy nhưng Bồ Đào Nha vẫn mua và thiết lập thương cảng tại Macao, từ đó bắt đầu kiểm soát tuyến thương mại của vùng. Việc duy trì các thuộc địa với một lãnh thổ trải dài khiến cho chi phí ngày càng gia tăng,do vậy, John phải từ bỏ các vùng đất thuộc Ma-rốc. Bồ Đào Nha cũng thành công trong việc đàm phán phân chia quần đảo Makulu với Tây Ban Nha,một trong những mục tiêu mà chuyến hải hành của Magellan và Elcano (Elcano làm thuyền trưởng hạm đội sau khi Magellan mất ở Phillipin) qua Hiệp ước Zararagoza năm 1529, góp phần định hình hoàn chỉnh ranh giới thuộc địa hải ngoại hai bên sau hiệp ước Tordesilas kí những năm cuối thế kỷ 15 trước đó.

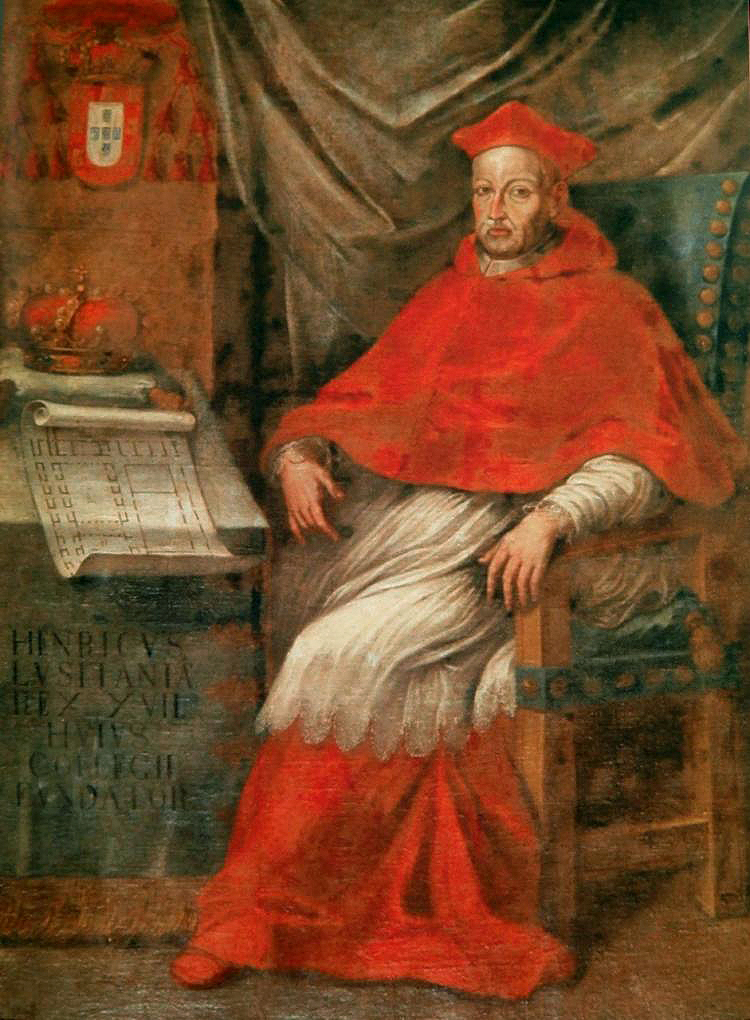
Đức Hồng y, sau này là vua Henry của Bồ Đào Nha (Tranh sơn dầu vẽ vào khoảng năm 1591)

### Ở châu Âu
Ngoài các hiệp định với Tây Ban Nha về các thuộc địa trên thế giới, ở lục địa già, João còn đạt được thành công lớn thông qua các cuộc hôn nhân cận huyết với các thành viên của Hoàng tộc nhà Harsburg.Ngoài cuộc hôn nhân của mình và chị gái Isabel, con gái trưởng và cũng là đứa con thứ hai của vị vua là Maria Manuel cưới chồng là Felipe II của Tây Ban Nha cùng với nhiều cuộc hôn nhân khác. Tuy vậy, những cuộc hôn nhân trên cũng là nguyên nhân khiến cho các con của vua John không thể sống sót đến tuổi kế vị và những đứa trẻ còn sống như Sebastião, thì cũng có sức khỏe yếu ớt và cũng không thể sống lâu được.
Ngoài ra, John cũng tăng cường mối quan hệ với Lãnh thổ Giáo hoàng bằng việc giới thiệu các Pháp đình tôn giáo tại Bồ Đào Nha và ủng hộ các giáo sĩ Bồ Đào Nha tham gia Phong trào Phản Cải cách. Điều này cho phép John có thể tiến cử những người có quan hệ gần gũi với mình vào trong Giáo hội ở Rome như những người anh trai Henry và Infante Afonso vào các chức Đức Hồng y và con trai ruột Duate vào chức Tổng giám mục xứ Braga, một trong những Trung tâm công giáo lớn ở bán đảo Iberia.
Quan hệ thương mại với Anh, vùng Flanders, Nhà nước Hiệp sĩ Teuton (sau là Công quốc Phổ) và Đại công quốc Lít-va (Dưới thời của Sebastião I sẽ thuộc Khối thịnh vượng chung Ba Lan và Lít-va) cũng được tăng cường.

## Vấn đề về tôn giáo và thuộc địa

### Các tòa án dị giáo ở Bồ Đào Nha
Các toà án dị giáo được thành lập đầu tiên năm 1536 ở Tây Ban Nha và cũng giống như Tây Ban Nha, tòa án được đặt dưới sự kiểm soát của nhà vua. Tổng thẩm tra viên đầu tiên của Toà lạc giáo Bồ Đào Nha là Đức Hồng y Henry, người mà sau này trở thành vua sau cái chết của Sebastião I.

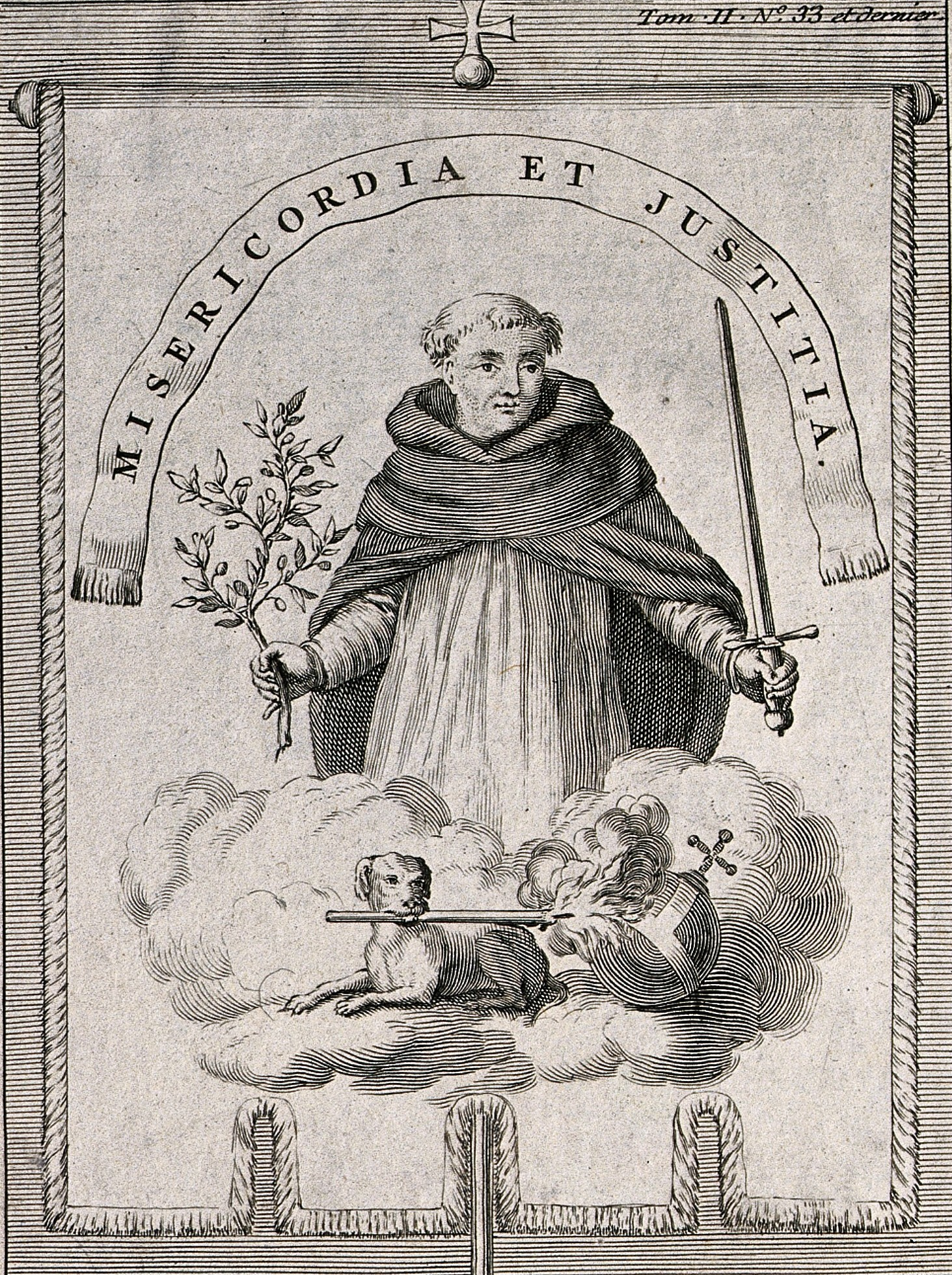
Con dấu của Tòa án lạc giáo ở Goa (Ấn Độ thuộc Bồ Đào Nha)

Các tòa án dị giáo đã được thiết lập tại Lisbon, Coimbra, Évora và đến cuối thời cai trị của ông là Goa. Các toà án này sẽ tác động đến mọi khía cạnh đời sống Bồ Đào Nha trong ít nhất là 277 năm nữa trước khi chấm dứt hoàn toàn vào năm 1812. Tòa án dị giáo của Goa sẽ tác động một bộ phận lớn dân Hồi giáo, Ấn giáo và các tôn giáo khác ở hải cảng quan trọng này. Cụ thể vào năm 1851, các ghi chép cho thấy có tới gần 2/3 số dân ở Goa theo Công giáo và Công giáo là tôn giáo lớn chỉ sau đạo Hindu hiện nay tại Goa với cứ 4 người thì 1 người theo Công giáo,mặc dù các pháp đình và sự thống trị của Bồ Đào Nha đã lui vào quá khứ.

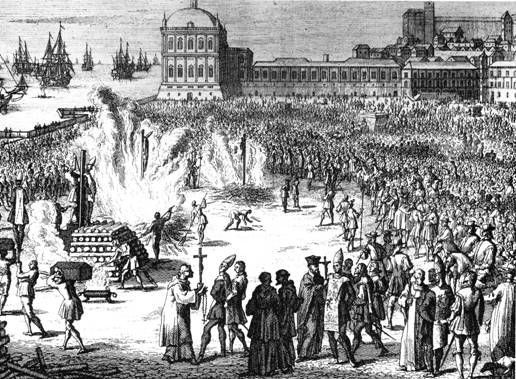
Một buổi hỏa thiêu của Pháp đình Tôn giáo Bồ Đào Nha ở trước Cung điện hoàng gia Ribeira, Lisbon, Bồ Đào Nha

Tòa án dị giáo ở Goa đã khiến cho các hoạt động thương mại ở đây trở nên sầm uất hơn. Người Bồ Đào Nha không những khiến Goa phát triển cả về kinh tế, mà còn về cơ sở hạ tầng và các kiến trúc văn hóa khác cho thành phố, biến thành phố trở thành một "Lisbon xứ Viễn Đông".

### Quản lý thuộc địa

#### Ở châu Phi
Thời kỳ của ông cai trị chứng kiến sự giao thương mạnh mẽ của người Bồ Đào Nha với các feitorias như Mombasa, Arguin, Mina, Sofala và Mozambique. Việc thám hiểm vào trong lục địa của Bồ Đào Nha được tăng cường và được Đại học Coimbra đảm trách. Các mục đích chính bao gồm gia tăng khuếch trương ảnh hưởng của nhà vua cũng như truyền bá Công giáo đối với các sắc dân châu Phi, và thông qua các tù trưởng địa phương để mua bán nô lệ.
John không thể giữ lại tất cả lãnh thổ của mình ở Bắc Phi như mong muốn. Thay vào đó, João chọn những vùng có tính chất chiến lược, thuận lợi cho mua bán cũng như giao thương hàng hải. Đó là Ceuta, Tangier và Magazan. Và để đối phó với đại bác và các công nghệ công thành tiên tiến, vị vua đã buộc phải củng cố chúng thành các pháo đài để có thể chống chọi lại với các nước khác.
Một trong những chú hề phục vụ cho nhà vua là João de Sá Panasco, một người da đen châu Phi. Ông thậm chí còn được nhận vào Dòng Hiệp sĩ Thánh James vì chiến công của ông trong chiến dịch Tunisia (1535).

#### Ở châu Á
Khi John trị vì chính thức vào năm 1521, Bồ Đào Nha đã tiếp cận được với vương quốc Ayutthaya (1511), quần đảo Maluku (1512), vùng duyên hải Trung Quốc (1513), đảo Timor (1515) và Quảng Châu (1517). Dưới thời trị vì của nhà vua, Bồ Đào Nha đã tiến vào Nhật Bản (1543) và thiết lập thương cảng tại Nagasaki (khoảng 1550) sau khi đàm phán với Nhật Bản. Đến cuối thời cai trị của mình, ông mua được thêm Macao (khoảng từ 1557 đến 1564) như là một hài động trả ơn vì đã giúp chống lại các cuộc tấn công của cướp biển Oa khấu.

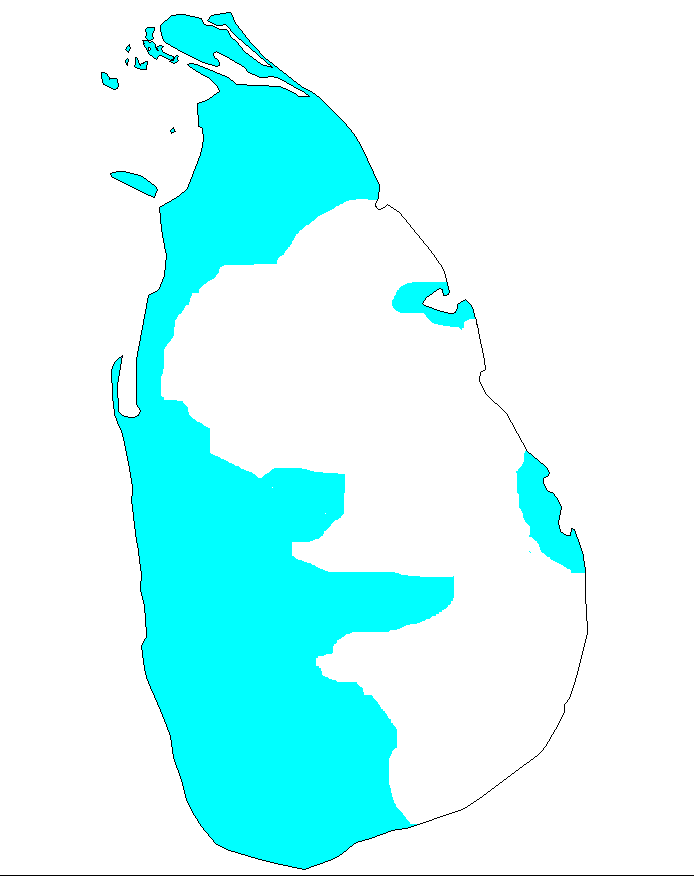
Lãnh thổ của Ceylon thuộc Bồ Đào Nha cho đến 1658

Ở Goa, mâu thuẫn ngày càng tăng của các lãnh chúa địa phương với Goa, những liên minh được thiết lập giữa các lãnh chúa Hồi giáo và Zamorin cất nhắc buộc người châu Âu phải thành lập một quốc gia có chủ quyền và thiết lập chức toàn quyền riêng với Goa. Hệ thống các feitorias được thiết lập trên các lãnh thổ chiếm được năm 1512 gồm Cochin, Cannanore, Coulão, Cranganore và Tanor - còn Goa thì trở thành trung tâm của cả khu vực Viễn Đông thuộc Bồ Đào Nha vào năm 1512.
Các thương nhân Bồ Đào Nha đã tiếp cận Nhật Bản vào năm 1543. Tuy vậy,việc Bồ Đào Nha thực sự là nước châu Âu đầu tiên tiếp cận với Nhật vẫn còn gây tranh cãi. Đến những năm 1550, các thương nhân Bồ Đào Nha đã thiết lập được thương cảng tại Nagasaki. Người Bồ Đào Nha thường buôn bán dưới sự độc quyền hóa của một captain-major (một chức thống đốc địa phương, kiêm chức chỉ huy lực lượng quân sự tại khu vực trước thời cộng hòa Bồ Đào Nha).
Năm 1511, sau các cuộc viễn chinh bất thành, Hồi quốc Malacca cuối cùng cũng bị Afonso de Abuquerque chinh phục vào tháng 8 sau một xâm lược ngắn. Malacca sẽ bị xâm lược sau này bởi người Hà Lan vào năm 1641.
Việc người Bồ Đào Nha thiết lập các điểm buôn bán khá xa xôi khiến cho các chuyến hải hành họ bị phụ thuộc vào gió vào các mùa trăng. Vào mùa hè hướng gió Tây Nam thịnh hành từ Iran bị ngược với chiều di chuyển của các tàu thuyền đến từ Bồ Đào Nha khiến cho các chuyến hải hành của họ bị kéo dãn, gây ảnh hưởng đến khả năng duy trì thuộc địa tại Bồ Đào Nha. Đế quốc châu Âu bên bờ Tây Iberia đã nhận ra sự khó khăn này và quyết định đánh chiếm thêm Tích Lan qua một vài cuộc chiến với các vương quốc địa phương, qua đó thiết lập Ceylon thuộc Bồ Đào Nha. Tích Lan thuộc Bồ Đào Nha sẽ còn là thuộc địa của Bồ Đào Nha cho đến năm 1658, khi quyền kiểm soát chuyển vào tay Hà Lan.

#### Ở Nam Mỹ
Trong thời kỳ cai trị của mình, ông đã thiết lập nên 12 tỉnh thuộc địa của Brasil thuộc Bồ Đào Nha (từ năm 1534). Các tỉnh này cai trị khá độc lập về mặt chính trị với một chính trị gia đứng đầu ở mỗi vùng. Đến năm 1459, João III thiết lập nên chức toàn quyền Brasil trên cơ sỏ 12 thuộc địa này. Toàn quyền đầu tiên của vùng đất này là Tomé de Sousa, người đã tìm ra thành phố mà ngày nay là Salvador, Bahia cùng năm.
Thương mại với Bồ Đào Nha của Brasil khá phát triển, chủ yếu là gỗ Brasil, các nô lệ người Ấn, chim bản địa Nam Mỹ và sau này là mía đường. Các vùng trồng mía và khai thác gỗ ở Brasil được thiết lập hay được mở rộng (nếu đã thiết lập) để phục vụ nhu cầu của chính quốc, hầu hết là xung quanh khu cảng ở Recife cũng như Bahia.
Brasil thuộc Bồ Đào Nha phát triển nhanh chóng vào cuối thời gian trị vì của vị vua và sẽ còn tiếp tục phát triển như vậy dưới thời cai trị của con mình là Sebastian. Trước sự lớn mạnh về nhiều mặt của Brasil và việc người Ấn không giỏi làm việc trong các đồn điền, chính quyền Bồ Đào Nha cho phép đưa thêm nô lệ từ châu Phi sang để duy trì sự phát triển của thuộc địa. Các nô lệ châu Phi chủ yếu làm việc trong các đồn điền mía hay là đầy tớ giúp việc cho chủ nhà.

## Bảo trợ văn hóa

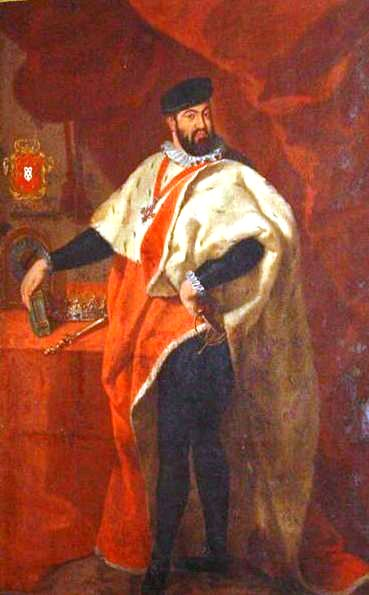
Chân dung John III của Bồ Đào Nha tại Đại học Coimbra.

Dưới thời trị vì của ông, nền văn hóa và tri thức Bồ Đào Nha tiếp tục phát triển mạnh. Trong văn học, Luís Vaz de Camões là đại diện tiêu biểu cho nền văn học Bồ Đào Nha của thời kỳ; cùng song song với ông là Gil Vicente,cha đẻ nền kịch trường Bồ Đào Nha, còn được biết đến với cái tên "Plautus của Bồ Đào Nha" hay João de Barros, nhà sử học vĩ đại của Bồ Đào Nha, một trong những người châu Âu đầu tiên có ghi chép rõ ràng về các vùng đất phương Đông và châu Phi thông qua tác phẩm "Thập kỉ của Châu Á" (Tiếng Bồ Đào Nha: Décadas da Ásia), người được mệnh danh là "Livy xứ Bồ Đào Nha" và một số nhà văn đương thời khác. Trong các lĩnh vực khoa học tự nhiên thì có Pedro Nunes ở lĩnh vực Toán học hay Garcia de Orta ở Y học. Nhiều học sinh ở Bồ Đào Nha được tiếp cận các nền giáo dục tri thức tiên tiến, chủ yếu là ở đại học Paris. Việc chuyển đại học từ Lisbon tới Coimbra được tiến hành năm 1537. Khoảng năm năm sau, Đại học Tổng hợp Coimbra được thành lập. Đại học trên thực tế bị lu mờ bởi sự cạnh tranh quyết liệt của các nhóm học sinh Bồ Đào Nha ở Pháp,cụ thể là những người theo nhóm "Parisian" đứng đầu bởi Diogo de Gouveia và nhóm "Boxdeau" đứng đầu là cháu trai André de Gouveia, tác động cùng với quá trình Phản cải cách ở Bồ Đào Nha và sự can thiệp của dòng Tên.
Một trong những hành động đáng chú ý khác của John là sự hỗ trợ của ông cho các hoạt động truyền giáo tại châu Á, châu Phi và Tân thế giới với sự giúp đỡ của Dòng Tên về vấn đề truyền giáo với người bản địa, theo cùng với chỉ dụ "Padroado" do giáo hoàng Phaolô III ban hành cho phép thiết lập quyền hạn của Bồ Đào Nha lên các lãnh thổ Bồ Đào Nha tại Ấn Độ. John ngay lập tức bổ nhiệm Phanxicô Xaviê làm Khâm sứ Tòa Thánh.Sau này thì Xaviê cũng là người sẽ sáng lập ra Dòng Tên.

## Cái chết và thừa kế
Năm 1539, đứa con được chọn để thừa kế bởi vua John III là hoàng tử João Manuel của Bồ Đào Nha, người mà dự định sẽ là hôn phu của Joanna của Áo, Công chúa Bồ Đào Nha. Nhưng đứa con này của ông chết 18 ngày chỉ trước ngày ra đời của Sebastian vào ngày 20 tháng 1, 1554 vì bệnh đái tháo đường vị thành niên. Khi ông chết vì phong vào năm 1557, đứa cháu Sebastian, người sẽ kế thừa hoàng vị của ông, mới được có 3 tuổi. Thi hài của ông được an táng tại Tu viện Jerónimos, Lisbon.

## Danh xưng
Cũng như người người tiền nhiệm, João sử dụng tước hiệu Dom cao quý dành cho vua chúa cùng với El-rei (vua).

## Văn hóa đại chúng
Vua John III được khắc họa trong cuốn tiểu thuyết Hành trình của chú voi (Tiếng Bồ Đào Nha: A Viagem do Elefante) của tác giả José de Sousa Saramago viết năm 2008.